# Jour des activistes

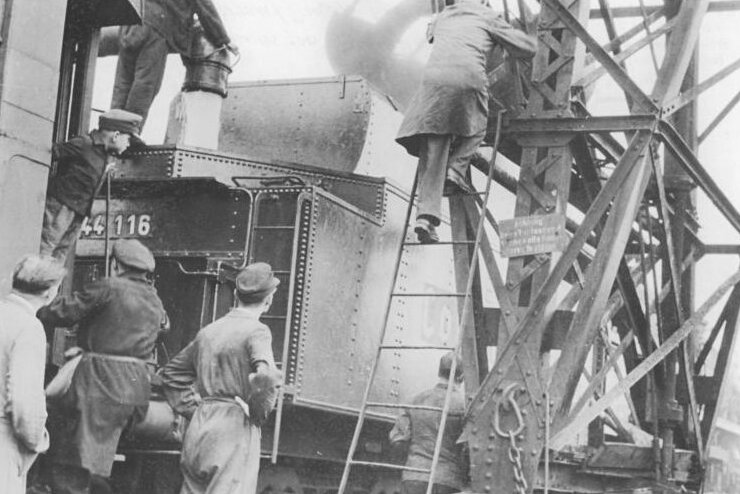
La Locomotive militante n°1 de Leipzig-Wahren, a parcouru 925 kilomètres en 24 heures lors de la « Journée des militants » en 1949.

Le jour des activistes (en allemand : Tag der Aktivisten) était une journée d'action célébrée le 13 octobre en République démocratique allemande, au cours de laquelle les employés recevaient des prix pour leurs réalisations exceptionnelles.
La première célébration a lieu en 1949 par décision du bureau fédéral du syndicat FDGB. Ce jour est destiné à commémorer une performance du mineur Adolf Hennecke, qui le 13 octobre 1948 augmenta son rendement de 387% et fut déclaré « modèle d'une nouvelle attitude face au travail ».
Le 13 octobre 1949, le FDGB récompense 25 000 activistes d'entreprises et institutions de la RDA L'attribution des certificats d'activiste était associée à une prime et à un badge, et décernait le titre d'activiste dans le plan biennal, puis d'activiste dans le plan quinquennal, d'activiste dans le plan septennal, et enfin en tant que militant du travail socialiste.

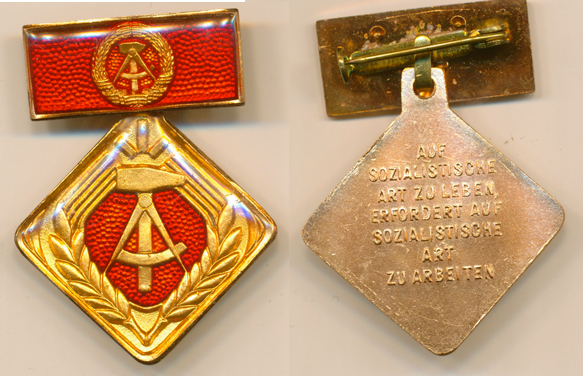
Médaille d'activiste du Travail Socialiste.
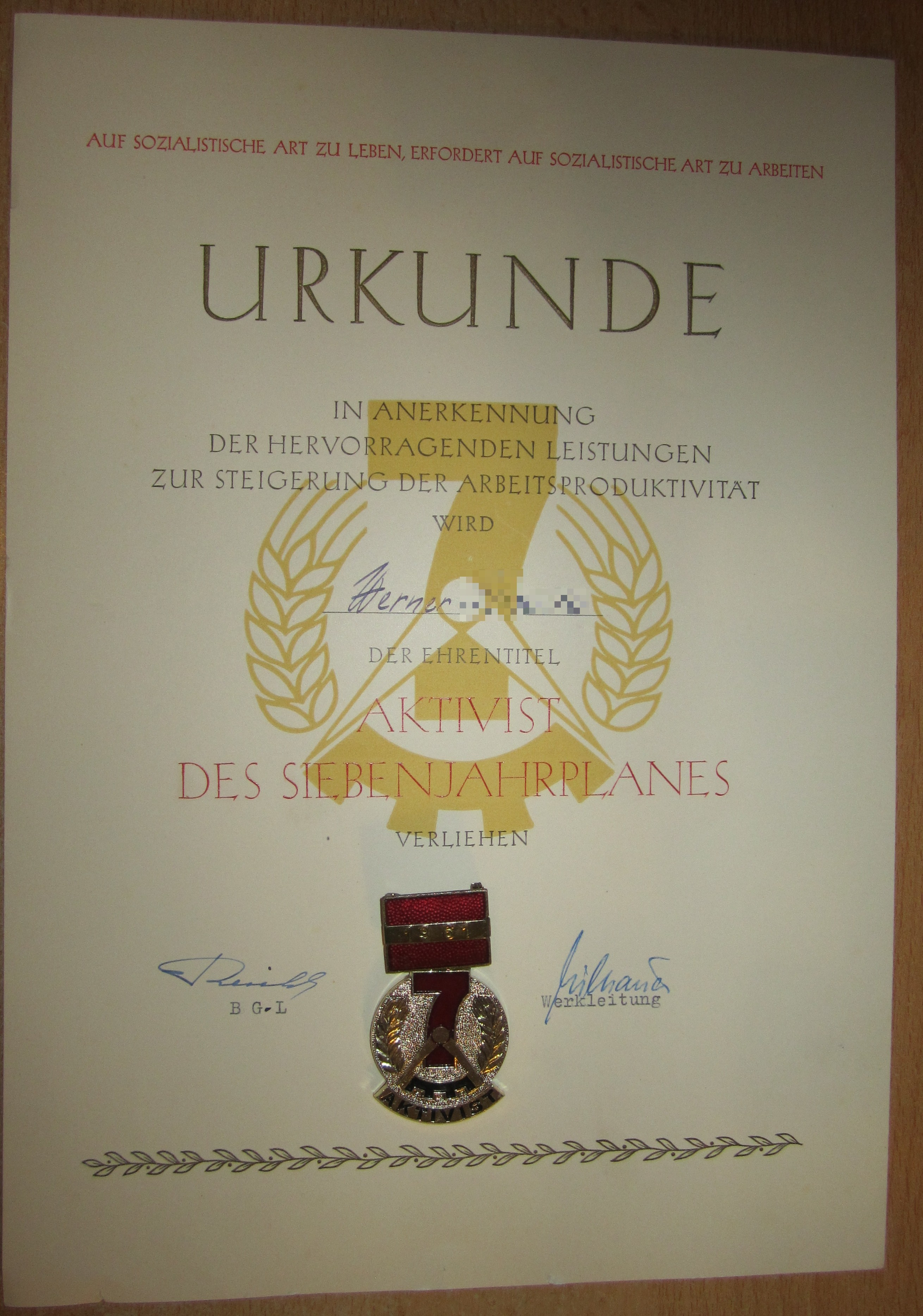
Certificat et insigne d'activiste, 1961.